# Dizoniopsis concatenata
Dizoniopsis concatenata is een slakkensoort uit de familie van de Cerithiopsidae. De wetenschappelijke naam van de soort is voor het eerst geldig gepubliceerd in 1864 door Conti.